# Georg Huth
Georg Huth (ur. 25 lutego 1867, zm. 1 czerwca 1906) – niemiecki orientalista i podróżnik. Georg Huth urodził się w Krotoszynie. W 1885 rozpoczął studia na Uniwersytecie Berlińskim, studia ukończył w 1889 na Uniwersytecie w Lipsku, uzyskując tytuł doktora filozofii. Od 1891 wykładał języki Azji Środkowej oraz buddyzm. Po uzyskaniu subwencji z Rosyjskiej Akademii Nauk podjął w 1897 wyprawę badawczą na Syberię, gdzie badał języki tunguskie. W 1902 podjął kolejną wyprawę, tym razem do Turfan na zlecenie berlińskiego Königliches Museum für Völkerkunde, a następnie spędził kilka lat w zachodnim Turkmenistanie badając języki i folklor ludów tureckich.

## Publikacje
- "Die Zeit des Kālidāsa" (Berlin, 1889);
- "Chandoratnākara z Ratnākaraçānti" (tekst w sanskrycie) (Berlin, 1890);
- Geschichte des Buddhismus in der Mongolei: aus dem Tibetischen des 'Jigs-med-nam-mkha'  (tom I w języku tybetańskim; tom II - tłumaczenie na język niemiecki, Strasburg, 1892-96);
- "Die Inschriften von Tsaghan Baišing, (Lipsk, 1894);
- "Die Tungusische Volkslitteratur und Ihre Ethnologische Ausbeute," w biuletynie Rosyjskiej Akademii Nauk (1901)